# Bill Mlkvy
William Paul "Bill" Mlkvy (Palmerton, Pensilvania, 19 de enero de 1931–12 de diciembre de 2024) fue un jugador de baloncesto estadounidense que disputó una temporada en la NBA. Con 1,93 metros de estatura, jugaba en la posición de alero. Era conocido como "The Owl without a Vowel" (el búho sin una vocal), debido al apodo de su equipo universitario (Owls) y a su enrevesado apellido.

## Trayectoria deportiva

### Universidad
Jugó durante tres temporadas con los Owls de la Universidad de Temple, en las que promedió 21,1 puntos por partido. Fue incluido en 1951 en el primer equipo All-American. Posee todavía el récord de más puntos anotados por un jugador de la NCAA de forma consecutiva sin que otro compañero anote, con 54. Lideró además al país en anotación en 1951, con un promedio de 29,2 puntos por partido, acabando su carrera como tercer mejor anotador histórico de los Owls, con 1.539 puntos.

### Estadísticas
| * | Líder de la NCAA |

| Año     | Equipo | PJ | %TC  | %TL  | RPP  | APP | PPP   |
| ------- | ------ | -- | ---- | ---- | ---- | --- | ----- |
| 1949–50 | Temple | 24 |      | .782 |      |     | 16.3  |
| 1950–51 | Temple | 25 | .314 | .691 | 18.9 | 7.0 | 29.2* |
| 1951–52 | Temple | 24 | .497 | .777 | 15.8 | 5.2 | 17.4  |
| Total   | Total  | 73 | .362 | .739 | 17.4 | 6.1 | 21.1  |

### Profesional
Fue elegido como elección territorial en la cuarta posición del Draft de la NBA de 1952 por Philadelphia Warriors, donde únicamente jugaría una temporada, en la que promedió 5,8 puntos y 3,3 rebotes por partido. Fue su única campaña como profesional.

## Estadísticas de su carrera en la NBA

### Temporada regular
| Año     | Equipo       | PJ | MPP  | %TC  | %TL  | RPP | APP | PPP |
| ------- | ------------ | -- | ---- | ---- | ---- | --- | --- | --- |
| 1952–53 | Philadelphia | 31 | 19.6 | .305 | .646 | 3.3 | 2.0 | 5.8 |
| Total   | Total        | 31 | 19.6 | .305 | .646 | 3.3 | 2.0 | 5.8 |

## Vida posterior
Sirvió en el Ejército de los Estados Unidos, donde consiguió el grado de comandante, para posteriormente dedicarse a la profesión de dentista. Años más tarde crearía, junto con su esposa Barbara y otros socios, tres empresas relacionadas con la sanidad, Billing Solutions, Inc., Ultrasound Services,Inc. y HomeCare Specialists, Inc.